# 叶精作
叶 精作（かのう せいさく、本名：田村 精作（たむら せいさく）、男性、1949年1月26日 - ）は、日本の漫画家、イラストレーター。新潟県新潟市出身。大阪芸術大学キャラクター造形学科客員教授。

## 経歴
鉄道好きで、SLの機関士（運転士）を夢見る少年時代を送っていた。新潟県立新潟工業高等学校卒業後、NOKの静岡工場で設計課に勤務していたが、型にはまったサラリーマン生活に懲り、友人を頼り東京の板橋に上京。さいとう・たかを率いるさいとう・プロダクションの求人に応募。幸運にも採用されたことがきっかけで初めて漫画の世界に踏み込み、4年間のアシスタント生活の後、さいとうプロを退職する。
その後、紆余曲折を経てスタジオ・シップ（現・小池書院）で小池一夫に師事し、1973年に小池の原作による「からあ怒」で連載デビュー。
『GORO』（小学館）で連載した『実験人形ダミー・オスカー』は当時の若者層に刺激を与えた話題作品である。『ビッグコミックオリジナル』誌で連載を開始した『魔物語』は、それまでの劇画調の絵柄からはガラリと一変して、マンガチックな絵柄に変えた叶の話題作であった。
やがてスタジオ・シップから独立し、1987年にスタジオ・アドバンスを設立する。コミックスを中心に創作しつつピンナップ・イラストやコンピュータ・グラフィックス、ゲーム作品のキャラクターデザインに挑戦するなど、積極的に活動する人気作家である。特にPhotoshopを駆使したCGイラストの完成度は非常に高く、ピンナップ作品集やクリエイター向けの雑誌に取り上げられる程である。
漫画原作者・小池一夫との共作が多いが、他に小堀洋、梶研吾、伊月慶悟との共作も多い。
『キンゾーの上ってなンボ』は連載開始から掲載誌を変えて20年以上続いた作品だが、このようにゴルフ専門雑誌で長期の漫画連載が続いた作品は他にない。

## 作品リスト

### 漫画作品 ／原作者／掲載誌
【原作：小堀洋】
- 特殺官（ザ・コップ）（特命刑事ザ・コップ原作）（プレイコミック）
- ヒットラーの息子（プレイコミック）
- 上意五十年
- 深夜劇場（コミックVAN）
- 五街道の牙（月刊プレイコミック）
- カプリチオ・イン・ヨコハマ（週刊漫画ゴラク）
- 泣き女（漫画アクション増刊）
- 美女蛇（メニューシェ）（漫画アクション）

【原作：小池一夫】
- からぁ怒（劇画ゲンダイ）
- 闇の中で殺すためには（週刊明星）
- 牌鬼無頼 ボクは殺曲家
- AGE MACINE -エイジマシーン-（平凡パンチOh!）
- 魔物語 愛しのベティ（ビッグコミックオリジナル）
- オークション・ハウス（ビジネスジャンプ）
- 実験人形ダミー・オスカー（GORO）&（コミックシュート）
- 横浜ホメロス（コミックシュート）
- BROTHERS-ブラザーズ（GORO[1]）
- キンゾーの上ってなンボ（週刊サンケイ）
- 新上ってなンボ!! 太一よ泣くな（アルバトロス・ビュー）
- 新々上ってなンボ!! 太一よ泣くな（アルバトロス・ビュー）
- ゴルフ幼稚園（週刊ポスト増刊号）
- マギー's ドッグ（平凡パンチOh!）
- 凶刃者/ブレイダー（ビジネスジャンプ）
- 下駄を履くまで（増刊ビッグコミックオリジナル）
- 劇画大噴火（週刊漫画ゴラク）
- 異聞・花と蛇／（ガッツポン）

【原作：梶研吾】
- 死星（シスター）マリア/（週刊漫画ゴラク）
- マギー's 犬Jr.（マギーズ ドッグ・ジュニア）/（週刊漫画ゴラク）

【原作：伊月慶悟】
- G・J（ゴッド・ジョブ）/（週刊漫画ゴラク）
- 堕悪-DARK/（週刊漫画ゴラク）
- ビューティ男（ビューティマン）/（（プレイコミック）
- 地獄の葬儀屋・デーモン豊作／（プレイコミック）
- サイコ -PSYCHO-（コミックバンバン増刊）

【原作：倉科遼】
- 世界女帝列伝・クレオパトラ（グループゼロ）〈Kindle版〉

【原作：岡戸隆一】
- 天龍源一郎・酒羅の如く／（ブブカ）

【原作：竹内清訓】
- 放送作家マンK(近代麻雀オリジナル)
- TAKE5FIVE「ゴウ」（ストレンジャーソレント）

【原作：あきづき笙】
- 雪の化粧に血の口紅（ルージュ）（週刊漫画ゴラク）
- はしりがねシリーズ（コミックギャング（時代劇））
- さよならベビー・ジョー（コミックギャング）

【原作：矢島正雄】
- ごきげんバッファロー（ビッグコミックオリジナル増刊）
- マッドポリス（ビッグコミックオリジナル増刊）
- ALMA -アルマ-（ベアーズクラブ）

【オリジナル】
- 泣きの石松（週刊少年サンデー（時代劇））
- 冬の影（ヤングコミック）
- 今夜も最高（コミックモーニング）

【その他の連載作品（読み切りも含む）／原作／掲載誌】
- 最後の風魔（牛次郎／週刊少年サンデー（時代劇））
- 麗婦（レイプ）（目黒恒行／漫画アクション）
- 砂漠の薔薇（グォル）（さとう和久／ヤングコミック）
- 黒の鍵（キー）（雁屋哲／ビッグコミックオリジナル）
- MISS スコルピオ（万代昌嗣／EXPRESS）
- Aクラス忍者DO（速水辰夫／コミックモーニング）
- 紳士の迷宮（鍋島雅治／ゴルフコミック）
- オールド・アウトロー（瀬辺木 蓮／ゴルフコミック）
- 紅娘（ホンニャン）の海（篁千夏／コミック乱ツインズ 戦国武将列伝）
- 新選組オブ・ザ・デッド（渡辺一志／コミック乱ツインズ）
- 狸山のカイ（宗田英李／ストレンジャーソレント）
- 女苦道伝 れい（信田朋嗣／コミック斬）
- 新・女苦道伝 れい（信田朋嗣／コミック魂（KON）
- はんなり半次郎（篁千夏／コミック乱ツインズ）
- 凍京NECRO〈トウキョウ・ネクロ〉（ニトロプラス[ストーリー構成：カズ山本]／ファミ通コミッククリア）
- 仕留屋稼業・あさみ（辻堂ジン／コミック陣）
- 品川裏宿帳・隠れ女/お艶」（新条誠／コミック艶）

### 画集
- 「実験人形ダミー・オスカーイラスト集」（スタジオ・シップ）
- 「Artworks & Illustrations」Seisaku Kano [Kindle版]（イラスト＆描画工程紹介/一巻目）
- 「叶　精作画集」2016年発行

### Photoshop著作本・ゲーム作品
- 叶'sフォトショップスーパーPinup!（CGによる描画技法＆ピンナップ作品集1巻目、アゴスト）
- 叶'sスーパーComics!（CGによるピンナップ作品集2巻目、アゴスト）
- アレス王の物語（本作品は1994年3月18日に発売されたPC-9801用ロールプレイングゲーム、ガスト）

### ジャケットイラスト
- エレファントラブ - 「LOVE & FITNESS」（1997年5月21日）

## 実写化
- 堕悪-DARK（2011年、主演：小沢仁志、コンセプトフィルム/GPミュージアムソフト）全2巻

## 師匠
- さいとう・たかを（劇画家）
- 小池一夫（劇画原作者）

## さいとうプロ時代の同僚作家
- 山本又一朗 （プロデューサー、小栗旬の所属するプロダクション社長）
- 小山ゆう（漫画家）
- やまさき拓味（漫画家）
- 神田たけ志（漫画家）
- 神江里見（漫画家）
- 伊賀和洋（漫画家）